# ناطفة (إربد)
تعد ناطفة الآن إحدى ضواحي مدينة إربد وذلك لقربها من المدينة، بينما كانت قديما موقعا سكن فيه الرومان وما زالت الآبار القديمة والكهوف والمغر التي قاموا بحفرها للاستفادة منها تدل على وجودهم. وبعد الرومان سكنها أجداد أهل ناطفة الحاليين والذين استخدموا الآبار في الشرب وسقاية الماشية وبعض أنواع الزراعة ويعود سبب تسمية البلدة بناطفة إلى عين الماء الموجودة هناك والتي كانت مياهها تنطف نطفا من الجبل والنطف هو صفاء الشيء لأنها تنزل صافية.
وقد اعتمد سكان ناطفة كغيرهم من القرى الأخرى بالزراعة وتربية الماشية إذ توافر بها أعداد كبيرة من مربي الأغنام والمواشي حيث كانوا يربون الأغنام والبقر والدواجن والخيول والحمام والحمير وحتى الجمال وذلك لوفرة الغطاء النباتي والمراعي الخضراء كما امتازت المنطقة بأشجار التين والرمان بينما الزيتون لم يحظ بمثل تلك العناية.
```
وفي العشرينيات كان عدد سكان ناطفة لا يتجاوز 500 شخص ولم يكن فيها مدارس لذا كان يتوجب عمن يرغب بالتعليم بالذهاب إلى إربد لتلقي تعليمه هناك.
```

استخدم سكان ناطفة كغيرهم الأدوات القديمة في الزراعة كالمنجل والحاشوشة وغيرها وفي الإضاءة أيضا استخدموا القنبور ثم الشمعدان ومن ثم البلورة(البنورة) ثم الفانوس واللوكس حتى استخدام الكهرباء في وقتنا الحاضر.
وفي الستينيات تمركز الجيش العربي الأردني والجيش العراقي في ناطفة وسكنوا مناطق المغر الشمالي وفي الوادي كقوة دفاعية وحراسة متقدمة.

## أبرز مناطقها
- عين ناطفة: وهي كهف صغير في إحدى جبال ناطفة تسقط من أعلاه المياه ويعمل الجبل كالمصفاة للعين ولذا كان الناس قديما يشربون منه ويروون مواشيهم حسب الدور وحسب ما يقوله العم أبو المنجد- أحد رجالات ناطفة- أن العين كانت قديما تجمع حوالي 24 تنكة في اليوم وقد سميت بذلك لأنها تنطف من الجبل نطفا ولذلك سميت العين الناطفة وقد كانت مياهه صافية وصحية ولكن وللأسف هي الآن ملوثة بسبب عدم الاهتمام بها. بينما في مواسم الشح كانوا يذهبون إلى الآبار الأخرى. ولكن لما لم يقوموا بالاهتمام بتلك الآبار فقد طمرت.
- البلد القديم: وهي بلدة قديمة بيوتها من الحجر والطين التي اعتاد القرويون على استخدامها في البناء وما زالت جاثمة في البلدة الحديثة لكنها هجرت. والمساكن فيها من الحجارة والطين والسقوف من القصب وبعض الأخشاب القوية الثقيلة.
- وادي ناطفة: وهو واد عميق يمتاز بالجبال العالية التي تطل عليه حيث الهواء العليل والهدوء وهو منظر يستحق الرعاية والاهتمام.